# Dassboken
Bokserien Dassboken har getts ut i Sverige sedan år 1999. Den första utgåvan, Lilla dassboken - en nödvändig bok, var huvudsakligen en ren översättning av en nederländsk förlaga. 
Materialet i böckerna består främst av humor i form av vitsar och korta berättelser, till exempel bellman-historier. I början var materialet i huvudsak översatt från utländska förlagor men senare utgåvor består främst av icke upphovrättsskyddat material tillsammans med egenproducerat.  
Böckerna är utformade med ett snöre fäst i hörnet för att enkelt kunna hängas upp intill toaletten. Namnet på böckerna innehåller med få undantag ordet Dassbok men ofta med en förled och en avslutande fras, till exempel Världens bästa dassbok – Skrattfest för hela familjen och Hemliga dassboken – en nödvändig bok. Förlaget Semics har gett ut liknande böcker under namnet Damrummet!. 
Böckerna utgavs först av Bonnier Carlsen men har också getts ut av förlagen Lind & Co, Majo och Semic.
Texterna akompanjeras av tecknade illustrerationer och flera svenska tecknare har bidragit till böckerna. Den första bokens omslag tecknades av Johan Andreasson. Andra tecknare som bidragit i böckerna är bland andra Malin Biller, Emma Hamberg, Nina Hemmingsson, Martin Kellerman och Johan Wanloo. Innehållet är bland annat skapat av David Nessle. 
Några av de svenska upplagorna har också översatts till finska och norska.  

## Historia
Liknande böcker har getts ut i andra länder sedan åtminstone 60-talet, på engelska ofta under namnet Jokes for the John. 

## Utgivningar i urval
- 1999 – Lilla dassboken – en nödvändig bok. Bonnier Carlsen. 1999. Libris 7457653. ISBN 9163814617
- 2001 – Färdiga dassboken – en nödvändig bok. Bonnier Carlsen. 2001. Libris 7458059. ISBN 9163822741
- 2002 – Hjärtliga dassboken – en nödvändig bok. Bonnier Carlsen. 2002. Libris 8432786. ISBN 91-638-2508-2
- 2002 – Herrarnas dassbok. Semic. 2002. Libris 8693625. ISBN 9155210945
- 2003 – Soliga dassboken – en nödvändig bok. Bonnier Carlsen. 2003. Libris 9673463. ISBN 91-638-4602-0
- 2003 – Damrummet! – humor för nödställda. Semic. 2003. Libris 9334177. ISBN 9155231357
- 2005 – Dassboken – full av humor. Frida. 2005. Libris 9929658. ISBN 9189376560
- 2008 – Den förbjudna dassboken. Semic. 2008. Libris 10863252. ISBN 9789155237042
- 2009 – Fisförnäma dassboken – en galet nödvändig bok. Bonnier Carlsen. 2009. Libris 11287254. ISBN 9789163861529
- 2010 – Den totalt förbjudna dassboken. Semic. 2010. Libris 11654073. ISBN 9789155256319
- 2011 – Superroliga dassboken. Känguru. 2011. Libris 12087318. ISBN 9789186289454
- 2016 – Utomjordiska dassboken – en spejsat roligt bok. Majo. 2016. Libris 19792411. ISBN 9789198336801
- 2018 – Svenska dassboken. Lind & co. 2018. Libris 8j6t0d8f6qbghsc0. ISBN 9789177793991

## Annan toalettlektyr
På svenska finns också andra böcker med uttalad toalettlektyr utgiven, till exempel:
- Berts dassbok[5]
- Torbjörns våtrumslektyr[6]